# 十八斑瘦金花蟲
十八斑瘦金花蟲（学名：Phola octodecimguttata）为金花蟲科瘦金花蟲屬下的一个种。